# Paragem de Coura
A Paragem de Coura foi uma gare da Linha do Minho, que servia a localidade de Coura, no concelho de Caminha, em Portugal.

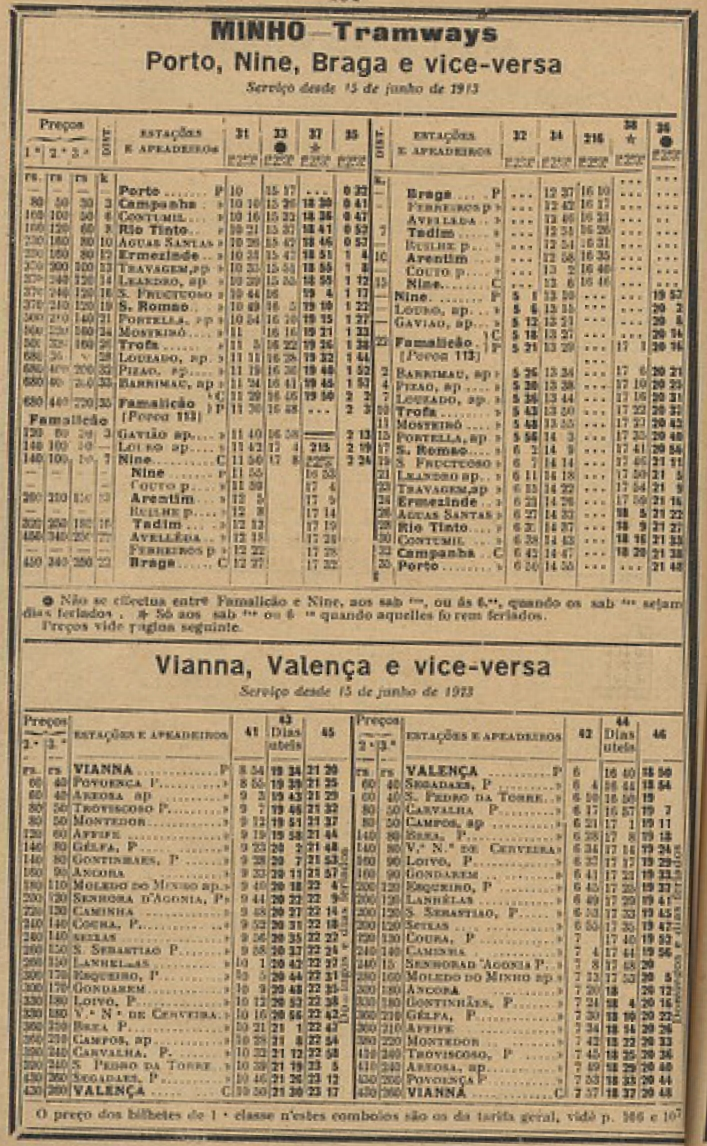
Horários de 1913, onde Coura surge com a categoria de paragem.

## História
A Paragem de Coura fazia parte do lanço da Linha do Minho entre Caminha e São Pedro da Torre, que entrou ao serviço em 15 de Janeiro de 1879.
Em Junho de 1913, era servida pelos comboios tramways entre Viana do Castelo e Valença.